# عفالة أدراستا
عفالة أدراستا (الاسم العلمي: Epiphile adrasta) وتُعرف باسم الراية الشائعة، نوع من الفراشات الاستوائية من فصيلة الحورائيات. وتوجد في أمريكا الشمالية.

## النويعات
تنتمي هذه النويعات الثلاثة إلى نوع عفالة أدراستا:
- Epiphile adrasta adrasta Hewitson, 1861
- Epiphile adrasta bandusia Fruhstorfer, 1912
- Epiphile adrasta escalantei Descimon & De Maeght, 1979

## للاستزادة
- Pohl، Greg؛ Patterson، Bob؛ Pelham، Jonathan (2016). Annotated taxonomic checklist of the Lepidoptera of North America, North of Mexico (Report). DOI:10.13140/RG.2.1.2186.3287. مؤرشف من الأصل في 2024-04-15.